# Heterolocha xerophilaria
Heterolocha xerophilaria là một loài bướm đêm trong họ Geometridae.